# Ceryx ciprianii
Ceryx ciprianii är en fjärilsart som beskrevs av Emilio Berio 1937. Ceryx ciprianii ingår i släktet Ceryx och familjen björnspinnare. Inga underarter finns listade i Catalogue of Life.